# Русско-византийский стиль
Ру́сско-византи́йский стиль — направление в архитектуре и декоративно-прикладном искусстве, которое базировалось на соединении декора древнерусской архитектуры и приёмов русского классицизма. Стиль зародился в Российской империи в первой половине XIX века. Основоположником данного стиля часто называют архитектора Константина Тона. Оформившийся в начале 1830-х годов как целостное направление, русско-византийский стиль был неразрывно связан с теорией официальной народности, выражая государственную идеологию императора Николая I, а также политическую и конфессиональную преемственность России по отношению к Византии. Термин «русско-византийский стиль» возник в период формирования стиля, но часто сокращался современниками до «византийского стиля». В академической литературе закрепился термин «русско-византийский стиль».
Основы русско-византийского стиля в архитектуре были заложены в 1820-х годах архитекторами позднего русского классицизма — Николаем Ефимовым, Авраамом Мельниковым и Василием Стасовым. Расцвет русско-византийского стиля в русской церковной архитектуре начался с 1830-х годов и был связан с деятельностью архитектора Константина Тона. Вариант стиля, разработанный Константином Тоном, был весьма относительно «византийским», так как в нём не применялись византийские формы. Для него характерно сочетание классицистических монументальных объёмов с деталями, выполненными по мотивам соборов Московского Кремля и памятников владимиро-суздальской школы.
В изобразительном и декоративно-прикладном искусстве русско-византийский стиль развивался на основе нового вида деятельности по изучению древнерусского искусства, которое у современников получило название «художественной археологии». Крупными представителями данного направления являлись президент Императорской Академии художеств Алексей Оленин, художник-реставратор Фёдор Солнцев, реставратор Фёдор Рихтер, художник и исследователь искусства Григорий Гагарин.
При рассмотрении русского стиля как направления эклектики или историзма, большинство исследователей выделяют его внутреннюю эволюцию в сторону более научного подхода к дифференциации исторических форм, вызванного накоплением знаний о русской средневековой архитектуре. В таком случае русский стиль делят на периоды, отвечающие делению эклектики на раннюю и позднюю, которым соответствуют «русско-византийская» (1830—1850-е годы) и непосредственно «русская» (1860—1890-е годы) фазы русского стиля. Начавшийся в ходе развития русско-византийского стиля сбор материалов о древнерусском искусстве привёл к формированию российской архитектурно-реставрационной школы, что способствовало развитию с 1850-х годов отдельных направлений — русского стиля второй половины XIX века, основанного на глубоком изучении архитектуры России допетровского времени, и неовизантийского стиля, основанного на глубоком изучении архитектуры раннехристианского Рима и стран христианского Востока.

## Терминология
Термин «русско-византийский стиль» появился в 1830-х годах: в 1833 году Константин Тон получил звание профессора за «подробный проект монастыря греческого вероисповедания на сто человек штатных монахов в русско-византийском стиле». Введённое в оборот современниками явления название «русско-византийский» часто сокращалось до просто «византийского стиля» и на протяжении XIX века обозначало ориентацию на разнообразные исторические образцы: от проектов в духе Константина Тона, не имевших ничего общего с византийской архитектурой, до подражания кавказским и балканским постройкам.
Термин «русский стиль» появился позже. В качестве официального определения словосочетание впервые фигурировало в документах на проектирование домов «по крестьянскому образцу» 1840 года, а со второй половины XIX века прочно вошло в обиход, вытеснив термин «русско-византийский стиль». Под «русским стилем» во второй половине XIX века подразумевали разнообразные и неоднородные явления, от «пейзанских» построек 1820—1840-х годов, до демократических деревянных сооружений и павильонов 1870-х и крупных общественных зданий 1880-х годов.
В начале XX века для обозначения стилизаций допетровского искусства применялись уже самые разнообразные термины: «в древнерусском стиле», «в новгородско-псковском стиле», «в стиле XVII века» и так далее. На рубеже XIX—XX веков появилось новое поколение искусствоведов-ретроспективистов, подвергших русский стиль XIX века жёсткой критике. Владимир Курбатов в статье «О русском стиле для современных построек» (1910) впервые ввёл оппозицию «неорусский — псевдорусский», обозначив вторым всю совокупность творчества мастеров эклектики XIX века. Владимир Стасов впервые применил термин «ложно-русский». Оба словосочетания, «псевдорусский» и «ложно-русский», применялись с негативной коннотацией.
В советский период, в связи с коммунистической идеологией, взгляды ретроспективистов были перенесены на все варианты стилизаций древнерусского искусства XIX — начала XX веков. Начиная со школы искусствоведа Игоря Грабаря русский стиль с негативной коннотацией именовали «псевдорусским» и «реакционным», отрицая его художественную ценность. В советской историографии вплоть до 1970—1980-х годов в качестве общего названия всех вариаций русского стиля, связанных с древнерусскими и византийскими традициями, использовали термины «русско-византийский стиль» и «псевдорусский стиль». 
С конца XX века русский стиль понимается как историко-культурный и идеологический феномен в русском искусстве 1830—1910-х годов. Специалисты делят русский стиль на несколько внутренних этапов развития: русско-византийский стиль (связанный с проектной деятельностью Константина Тона), русский стиль второй половины XIX века или «романовский» (опиравшийся в большей степени на московско-ярославское искусство XVII века), неорусский стиль (опиравшийся на искусство новгородской и псковской школ). «Русско-византийский» этап русского стиля, расцвет которого пришёлся на 1830—1850-е годы, был в большой степени связан с официальным государственным заказом, а его название отражало бытовавшее в первой половине XIX века представление о византийском происхождении древнерусского зодчества.

## Архитектура

### 1800—1820-е годы. Поиски национального стиля
На рубеже XVIII—XIX века деятели русской культуры впервые предприняли попытки профессионально разобраться в различиях русского и западноевропейского искусства эпохи Средневековья. Алексей Оленин организовал в 1809—1810 годах экспедицию, с целью «открытия и описания древних достопамятностей», маршрут которой включал древние города. Данный новый вид деятельности по изучению древнерусского искусства у современников получил название «художественной археологии». Систематический характер данные изыскания приняли не сразу, прерванные Отечественной войной 1812 года, которая, в то же время, дала толчок к росту патриотических настроений в обществе. Возникла «живопись народных сцен», в литературе — обращение к фольклору и народному языку. В 1820—1830-е годы ознакомлением публики с «историческими достопамятностями» занимался журнал «Отечественные записки». «Художественная археология» оказала большое влияние на формирование национального направления в русском искусстве XIX века. В период кризиса русского классицизма в первой трети XIX века, в русской художественной культуре стало зарождаться новое стилистическое направление, ориентированное на использование русских архитектурных прототипов, возник всплеск интереса к историческому прошлому России, к проблеме самобытности, особенностям древнерусской архитектуры.
Возникшее в 1820-х годах в России искусство реставрации требовало более тщательных историко-архитектурных исследований. Представления о целях и методах реставрации в тот период сильно отличались от современных. Характерные примеры — «возобновления» двух древних сооружений: Спасо-Преображенского собора в кремле Нижнего Новгорода и Десятинной церкви в Киеве. При строительстве нового собора в Нижнем Новгороде Николай I постановил придерживаться «елико возможно старинного вида собора». Проект в 1828 году разработал Авраам Мельников. Построенный к 1835 году храм совмещал «схему» исторического памятника и элементы классицистической «регулярности». Доминирование в здании традиционных черт позволяет поставить собор в ряд первых по времени построек в русско-византийском стиле. По иному дело обстояло с Десятинной церковью в Киеве. Древний образец каменного зодчества был разрушен в XIII веке. Новый храм возвели по проекту Василия Стасова. Видный зодчий-классицист в этом проекте отказался от характерных для его творчества приёмов, создав стилизацию в духе древнего русского зодчества, основанную на крестово-купольной системе, пришедшей в древнерусскую архитектуру из византийской. Декор фасадов при этом представлял собой произвольную вариацию на тему средневековых храмов.
Архитектор Николай Ефимов первым из русских архитекторов провёл всестороннее изучение памятника архитектуры с целью реставрационных работ, при обследовании Десятинной церкви в Киеве. В данном деле Ефимову покровительствовал Николай Оленин, желавший, чтобы архитектор составил два проекта: один как опыт реконструкции древнего сооружения, а второй — как проект восстановления без привязки к старинному образцу, но на основе рисунка самого Оленина. Николай Оленин также распорядился, чтобы Ефимов по пути из Киева посетил Москву, с целью осмотра старинных храмов. Там архитектор провёл ноябрь и декабрь 1826 года, а в феврале-марте 1827 года изучал древние церкви в Новгороде. Таким образом Николай Ефимов стал одним из родоначальников научного исследования древнерусской архитектуры: он первым занялся подготовкой исторических и археологических материалов по древним памятникам. Позже обмеры Ефимова послужили одним из источников для церковных проектов Константина Тона. На основе сохранившихся чертежей архитектора, предполагается его авторство реконструкции Крестовоздвиженской церкви и Спасского собора новгородского Юрьева монастыря 1823—1826 годов. Массивное луковичное пятиглавие и кубовидный объём, в сочетании с классицистическим декором фасадов данных построек, делают их наиболее ранними примерами русско-византийского стиля в церковной архитектуре.
Одним из примеров поисков самобытности в архитектуре 1820-х годов стала ещё одна работа Стасова — церковь Александра Невского в русской колонии Александровка в Потсдаме (1826—1830). При разработке проекта церкви архитектор получил указание от императора создать русский «национальный» храм. Стасов выбрал в качестве прообраза средневековую архитектуру Москвы, олицетворявшую национальную самобытность русской архитектуры. В результате под Берлином был выстроен храм, который уже в советском искусствоведении описывали термином «ложновизантийский стиль». Обе постройки объединяло использование «ложновизантийской» трактовки призматического объёма с пятью куполами, поставленными на высокие барабаны. 
В этих храмах уже проявилось характерное для русско-византийского стиля сочетание классицистической монументальности объёмов с деталями, «сочинёнными по мотивам» соборов Московского Кремля и памятников владимиро-суздальской школы. Проекты Спасо-Преображенского собора в Нижнем Новгороде и Десятинной церкви в Киеве, составленные при участии Академии художеств, получили широкую известность в архитектурных кругах. Однако, они не были характерны ни для творчества Василия Стасова, ни для Авраама Мельникова, ни для русской архитектуры того периода, оставшись на уровне отдельных экспериментов. Считается, что именно эти произведения предвосхитили русско-византийское направление в архитектуре, получившее широкое распространение с 1830-х годов.

### 1830—1850-е годы. Расцвет русско-византийского стиля
Расцвет русско-византийского стиля в русской церковной архитектуре начался с 1830-х годов и был связан с деятельностью архитектора Константина Тона. Большое влияние на распространение стиля оказала политика государства. Идеи классицизма, с его демократической направленностью, перестали удовлетворять требованиям самодержавия, что вылилось в провозглашение теории официальной народности, воплощённой в триаде: «православие, самодержавие, народность». Новые идеологические установки отразились и на архитектурных кругах, в которых стали сомневаться в современности классицизма и его соответствии русским художественным традициям и обычаям. Внешним выражением этой теории в искусстве стал именно русско-византийский стиль.
Вторым важным фактором, оказавшим влияние на распространение русско-византийского стиля являлись художественные поиски национального стиля предпринятые в первой трети XIX, когда новые веяния стали проникать в Академию художеств, которая традиционно придерживалась классицистических устоев. В 1833 году была принята программа по архитектурному классу, предполагавшая создание проекта «огромной церкви греческого вероисповедания в византийском вкусе». В тот же год Константин Тон получил звание профессора за детальный «Проект монастыря греческого вероисповедания на сто человек штатных монахов в русско-византийском стиле». Президент Академии Алексей Оленин ещё пытался сохранить классицистические традиции, выражавшиеся в ориентации на классику Древней Греции и Древнего Рима, и в 1834 году было решено для экзаменов и конкурсов не давать заданий в иных стилях, за исключением тех случаев, когда ученики уже имели достаточное представление «об изящных пропорциях греческой архитектуры». Однако такое решение являлось лишь попыткой остановить кризис классицизма.
Тоновский вариант стиля начался с конкурса на проектирование церкви Святой Екатерины у Калинкина моста, где приёмы русско-византийского стиля впервые использовались для возведения нового сооружения. Проекты, представленные на первый конкурс 1827—1828 годов, были отклонены императором, сетовавшем, что «все хотят строить в римском стиле», в то время как «у нас в Москве, есть много прекрасных зданий совершенно в русском вкусе». Константин Тон обратился к «художественным археологам» Алексею Оленину и Фёдору Солнцеву, и на основе их рисунков составил проект в стиле русской архитектуры XVI—XVII века, который был принят Николаем I вне конкурса и прославил Тона. В эскизе церковь представляла собой типичный крестово-купольный храм с тремя апсидами и пятью луковичными главами. Национальное своеобразие постройки выражалось во внешнем декоре, заимствовавшем характерные для русской архитектуры детали: перспективный портал, аркатурный пояс, килевидные закомары, кокошники. Церковь была построена в 1831—1837 годах. Успех проекта храма связывают с тем, что Николай I увидел в его «национальных» формах прямое соответствие концепции официальной «народности».
Первый успех позволил Константину Тону продолжить проектирование храмов и часовен в русско-византийском стиле как в столице, так и в других городах. В Санкт-Петербурге архитектор возвёл несколько наиболее значимых и характерных храмов в его творчестве — полковые церкви, служившие также мемориалами Отечественной войне 1812 года. Гвардейские полки имели в столице специально отведённые территории на периферии города, с казармами, плацами, хозяйственными строениями, огородами и полковыми церквями. Константин Тон возвёл три храма такого рода: Введенский собор лейб-гвардии Семёновского полка (1836—1842), Благовещенскую церковь Конногвардейского полка (1844—1849) и Мирониевскую церковь Егерского полка (1850—1855); Гренадерскому полку была передана возведённая им Преображенская церковь на Аптекарском острове (1840—1845).
Кульминацией стиля стал Храм Христа Спасителя в Москве (1839—1883), заложенный рядом с Кремлём как памятник войне 1812 года, победа в которой была истолкована как победа православия. Проект храма продолжал линию, разработанную Тоном в эскизе церкви Святой Екатерины: древнерусский декор был соединён с жёстко симметричной структурой, воспитанной русским классицизмом. Наиболее впечатляющей особенностью храма стала просторность интерьера, обеспеченная техническими достижениями XIX века. Поддержка русско-византийского стиля на государственном уровне была «беспримерно энергичной» и способствовала его распространению по всей стране. Работа по изучению древних памятников и разработке проектов привела к появлению в 1839 и 1844 годах альбомов образцовых проектов церквей в русско-византийском стиле. Высочайшим указом императора от 1841 года эти проекты рекомендовались как эталон национально-патриотической архитектуры. Стиль был поддержан и государственным заказом, воплотившись в постройках крупных соборов по всей России.
Широкое распространение русско-византийского стиля в храмовом строительстве по всей территории Российской империи было связано в первую очередь с архитектурной программой императора Николая I. Одним из главных направлений в церковной жизни столетия стала миссионерская деятельность, часто сопровождавшаяся учреждением новых епархий — в царствование Николая I их было учреждено больше, чем за весь XVIII век. Именно новые епархии нуждались в новом храмовом строительстве. На Крайнем Севере, в Сибири и на Дальнем Востоке предстояло освоить целые области, не имевшие своей архитектурной школы. В Польше, Прибалтике и на Кавказе привить традиции православного зодчества. С учреждением новой епархии сразу ставился вопрос о строительстве кафедрального собора, поэтому чрезвычайно большое распространение получил соборный тип храма. Постепенно такие церкви по образцовым чертежам Константина Тона стали возводить не только в главных городах епархий, но и в уездных городах и даже сёлах.
Характерной чертой русско-византийского стиля стало возведение крупнейших построек «государственного» масштаба в Москве, утвердившееся в общественном мнении отношение к которой как к олицетворению народности, стали использовать идеологи самодержавия. Помимо Храма Христа Спасителя, в древней столице было возведено ещё одно крупномасштабное здание — Большой Кремлёвский дворец (1839—1849, архитекторы Константин Тон и Фёдор Рихтер). При разработке проекта были применены характерные черты русско-византийского стиля, основанные на формах соседнего Теремного дворца XVII века, в частности обрамления окон, многократно повторённые в большем масштабе. «Храм Христа Спасителя и Большой Кремлёвский дворец в совокупности должны были стать зримым олицетворением официальной доктрины, представлявшей смысл русской народности в виде союза церкви как силы идеологической и самодержавного государства как силы политической», — писала историк архитектуры Евгения Кириченко. Единое целое с Кремлёвским дворцом образовывало и возведённое по проекту Тона здание Оружейной палаты (1844—1850), в строительстве которой принимали участие Николай Чичагов, Владимир Бакарев, Пётр Герасимов и другие архитекторы.
Градостроительные мероприятия в древней столице вскоре получили широкий отзвук в архитектурно-градостроительной практике провинции, в частности в городах Поволжья. Особо крупные градостроительные проекты, осуществлявшиеся практически синхронно с работами в Московском Кремле, были развёрнуты в Казанском кремле. Они вдохновлялись той же идеологической программой и разрабатывались в родственных архитектурных формах, отчасти и тем же архитектором — по проекту Константина Тона в 1845—1848 годах был возведён «дом военного губернатора с помещениями для императорских квартир» на том месте, где стоял дворцовый ансамбль Казанского ханства. Как и в Москве, где восстанавливались древние храмы Теремного дворца, в Казани в 1852—1859 годах была восстановлена примыкавшая к губернаторскому дворцу церковь Святого Духа конца XVII века, построенная на месте татарской мечети. Подобное проектирование являлось характерным примером политики русификации того времени. Работам по строительству дворца и церкви предшествовало обновление главного храма Казанского кремля — Благовещенского собора. В 1841 году по проекту Фомы Петонди к собору была пристроена выдержанная в духе раннемосковской школы и творчества Тона огромная трапезная, заслонившая первоначальное здание.
Высочайший указ 1841 года о придании русско-византийскому стилю статуса государственного соблюдался, особенно в первые годы после его обнародования, довольно строго. У Константина Тона появилось много последователей среди архитекторов, либо «привязывавших» его образцовые проекты на местности, либо самостоятельно развивавших идеи заслуженного мастера. В мастерской самого Тона разрабатывались проекты храмов для Саратова, Свеаборга, Яранска, Томска, Красноярска. Проект церкви Святой Екатерины, включённый в число образцовых, был использован при возведении церкви Ижевского оружейного завода и собора в Воронеже. Композицию Введенской церкви в Семёновском полку почти буквально воспроизвёл Александр Кутепов при строительстве Рождественского собора в Ростове-на-Дону (1854—1860). Тот же проект использовался при возведении Святодуховского кафедрального собора в Петрозаводске.
Одним из наиболее ярких последователей Тона стал петербургский архитектор Николай Ефимов — автор проекта Воскресенского Новодевичьего монастыря (1848—1860-е). В 1845 году архитектор Алексей Шевцов разработал в формах классицизма и барокко проект церкви Воскресения в Малой Коломне, который был отклонён императором. Новый проект составил Николай Ефимов, опираясь на схему, разработанную Тоном. Храм был построен к 1852 году. В 1845—1852 годах была выстроена единоверческая церковь Святого Николая («Миловская»), для проекта которой Ефимов также использовал наработки Тона. В 1851—1854 годах архитектор переработал проект церкви на поле «Полтавской баталии» 1709 года Иосифа Шарлеманя, превратив храм в ещё один характерный памятник русско-византийского стиля (в конце XIX века церковь была перестроена Николаем Никоновым в русском стиле).
Ориентировались на тоновские проекты и крупнейшие зодчие второй трети XIX века — Роман Кузьмин, Андрей Штакеншнейдер, Михаил Быковский. Придворный архитектор Штакеншнейдер использовал приёмы русско-византийского стиля в проекте церкви Святой благоверной мученицы царицы Александры. Проект был составлен по велению императора в 1851 году. Храм был заложен в том же году в Бибигоне, близ Петергофа, и отстроен к 1854 году. Церковь стала выразительным примером русско-византийской храмовой архитектуры, сочетавшим мотивы московского церковного зодчества, элементы ордерной системы и оригинальные конструктивные решения. В 1855 году по проекту архитектор была построена церковь святого Григория Богослова в Сергиевой Приморской пустыни — небольшой одноглавый храм в русско-византийском стиле, заложенный над могилой генерал-лейтенанта Григория Кушелева. Главный архитектор Министерства Императорского Двора Роман Кузьмин спроектировал и построил в 1845—1852 годах Собор Святого Апостола Павла в Гатчине. Композиционно-пространственное решение и оформление фасадов почти полностью совпадало с приёмами, разработанными Тоном. Некоторые черты русско-византийского стиля использовал в своём творчестве и такой оригинальный зодчий, как москвич Михаил Быковский. Отдельные приёмы стиля прослеживались в спроектированных им храмах — Алексиевской церкви Ново-Алексеевского монастыря (1853), Никитской церкви в Старых Толмачах (1858), Знаменской церкви в Ховрине (1868—1870).
В 1840—1850-е годы на территории Слободской Украины развивался слобожанский вариант русско-византийского стиля, связанный с проектной деятельностью Андрея Тона, брата Константина Тона. Архитектор начинал деятельность как представитель классицистической школы, однако когда его младший брат завоевал признание в столице, он последовал его начинаниям. Храмы русско-византийского стиля в его исполнении имели некоторые отличия: отказ от позакомарного перекрытия крыши и замена его скатным; использование в декоре элементов слобожанской храмовой архитектуры XVII века. По проектам Андрея Тона были построены Храм Усекновения Главы Иоанна Предтечи (1845—1857) и Свято-Троицкая церковь (1857—1860) в Харькове, Вознесенский собор в Лебедине (1858), надвратная Свято-Покровская церковь Святогорской лавры (1851).
Русско-византийский стиль оказал влияние на немецкого архитектора Филиппа Гофмана, придворного зодчего Адольфа Нассау-Люксембургского. В 1848—1855 годах он построил церковь Святой Елизаветы в Висбадене для упокоения Елизаветы Михайловны, племянницы императоров Александра I и Николая I, супруги Адольфа Нассау-Люксембургского. Первоначальный проект храма, выполненный известным архитектором Карлсруэ Г. Хюбшем был отклонён, так как не соответствовал традициям православной архитектуры. Выполнить проект поручили Гофману, который в 1846—1847 годах ознакомился с современной храмовой архитектурой России. Большое впечатления на архитектора произвели масштабы строительства храма Христа Спасителя в Москве и архитектурный замысел Константина Тона. В России Хоффман сделал эскиз будущей церкви в русско-византийском стиле.
Своеобразный вариант русско-византийского стиля воплотился в проектах и постройках Григория Гагарина. В его творчестве сочетались интерес к византийскому и древнерусскому зодчеству с глубоким исследовательским отношением к памятникам древней кавказской архитектуры. В 1840-е годы было издано литографированное «Собрание византийских, грузинских и древнерусских орнаментов и памятников архитектуры», в котором были представлены не только планы и разрезы, но также интерьеры древних построек. Гагарин не только изучал традиции, но и самостоятельно выполнял проекты церквей (военный собор и гимназическая церковь в Тифлисе, храмы в Кутаиси, Шуше, Екатеринодаре, возведённый в 1849—1853 годах Собор Святого Георгия Победоносца в Дербенте и другие). Церкви, построенные Гагариным, выполняли роль своеобразных «форпостов христианства» на юге империи. Они возводились для местного русского населения и русских солдат Кавказского корпуса, которые десятилетиями были оторваны от родины, в том числе от православных храмов. Теоретические исследования Гагарина были отражены в богато иллюстрированных изданиях «Собрание византийских, грузинских и древнерусских орнаментов и памятников архитектуры», «Происхождение пятиглавых церквей», «Строительство русских церквей» и других. Все они были пронизаны мыслью о трёх источниках древнерусской архитектуры — византийском, восточном и итальянском.
На юге Российской империи — в Приазовье, Подонье, Прикаспийской низменности, на Кубани и Ставрополье, — правительство и Святейший синод в середине XIX века разрешили вести храмовое строительство на усмотрение местных властей. Исчезновение угрозы отделения южных земель и экономический рост привели к буму храмостроительства. Новые церкви возводились преимущественно в русско-византийском стиле. К таким постройкам относились: многочисленные храмы в станицах (Нижне-Кундрюченской, Бессергентьевской, Грушевской, Манычской, Кривянской и других), соборы в крупнейших городах (собор Рождества Пресвятой Богородицы в Ростове-на-Дону, Александро-Невский собор в Краснодаре, собор во имя иконы Казанской Божией Матери на Крепостной горе в Ставрополе), церкви в Пятигорске, Славянске-на-Кубани, Новочеркасске, Кропоткине и другие. Храмы строились как по проектам Тона, так и по проектам, разработанным местными архитекторами (братья Иван и Елисей Черник). Таким образом, с середины XIX века на юге страны русско-византийский стиль получил широкое распространение, завоевав признание у местных прихожан-заказчиков.

### 1860—1900-е годы. Упадок стиля
К середине XIX века несколько процессов в общественно-политической и художественной сферах жизни привели к упадку русско-византийского стиля. На конец 1840-х годов пришлось оформление неофициального направления «русского стиля», противостоявшего государственному тоновскому направлению. С 1850-х годов культурная жизнь страны уже не поддавалась государственному контролю, а подъём освободительного движения оттеснил официальное направление на второй план.
В 1860-е годы, благодаря деятельности церковно-археологических обществ и экспедиций на территорию православных государств Востока, сформировалось представление об истинных формах византийской храмовой архитектуры и внутреннего убранства церквей. Это привело к переосмыслению наследия русской старины. Храмы Суздаля, Владимира, Новгорода, Пскова, до этого считавшиеся чисто византийскими, к удивлению исследователей имели к византийской архитектуре мало отношения. С этого времени началась разработка проектов церквей с ориентацией на архитектуру Греции, Армении, Грузии и Афона. В этих традициях решалось и внутреннее убранство храмов. Новый стиль, получивший название неовизантийского, стал выразителем идеи «симфонии священства и царства», и с воцарение Александра II был провозглашён новым официальным образцом национальной храмовой архитектуры.
Во второй половине XIX века русско-византийский стиль не исчез полностью из строительной практики, так как образцовые проекты Константина Тона сохраняли значение вплоть до 1900-х годов, особенно в отдалённых от столиц районах страны — в Новгородской, Тверской епархии и других. Обычно к ним прибегали при строительстве больших монастырских или городских храмов. Вариации на тему пятикупольных церквей, опубликованные в первом и втором образцовых альбомах Тона, получили всероссийское распространение. В таком духе были выстроены Спасский собор в Пятигорске (1869), Сретенская церковь в Вытегре (1869—1873), Покровская церковь в Бологом (1885),  Спасо-Преображенский собор в Глазове (1879—1889) и другие. Пятикупольные храмы, спроектированные по тоновскому образцу, неоднократно строились в монастырях в ходе их активной перестройки и расширения во второй половине XIX века. К характерным примерам относят Владимирский собор Задонского Рождество-Богородицкого монастыря (1853), собор Тихвинской иконы Божией Матери Оптина монастыря (1852—1856), собор в честь Боголюбской иконы Божией Матери Боголюбского монастыря (1855—1866), церковь Боголюбской Божьей матери Казанского монастыря Вышнего Волочека (1873) и другие храмы.
С 1860-х годов в практику архитекторов вошло эклектическое смешение форм и декора различных вариантов национального стиля и архитектуры Западной Европы — византийского, русского, романского стилей. На эклектической базе в 1850—1860-е годы было создано несколько известных построек, которые рассматривают как вариации на тему «национального», отражавшие индивидуальные пристрастия их авторов. Одним из главных примеров стал Александро-Невский Новоярмарочный собор, в котором прототипами выступили одновременно Благовещенская полковая церковь в Санкт-Петербурге Константина Тона и старинный шатровый Борисоглебский собор в Старице (1558—1561). Крупнейшим поздним памятником, в котором эклектически сочетались русско-византийский и неовизантийский стили являлся Морской никольский собор в Кронштадте (1900—1913) архитектора Василия Косякова. Ориентация на раннехристианские прототипы в здании прослеживалась скорее в интерьерах и планировке, в то время как при создании композиции и наружного декора зодчий ориентировался на древнерусские образцы — Успенский и Дмитриевский соборы Владимира, церковь Покрова на Нерли, частично на Софийский собор в Киеве. Во внешнем облике храм роднил с собором Святой Софии в Константинополе только огромный плоский купол на широком барабане.
Отдельные архитекторы продолжали самостоятельно развивать традиции храмостроительства, разработанные Константином Тоном. В период 1895—1911 годов епархиальный архитектор Казанской губернии Фёдор Малиновский спроектировал и перестроил несколько храмов в русско-византийском стиле. Образцовым проектом зодчего стала перестройка Троицкого собора в Раифском монастыре, в результате которой храм приобрёл новый вид, в «нарядном» русско-византийском стиле. На основе данного проекта архитектор позже построил ещё ряд церквей: церковь во имя Казанских святителей Гурия, Варсонофия и Германа и Макарьевскую церковь в Казани, церковь Казанской иконы Божией Матери в селе Смолдеярово. В русско-византийском стиле им были перестроены Варваринская церковь на Арском поле и собор Успения Пресвятой Богородицы в Успенском Зилантовом монастыре. Работы Малиновского имели яркий, узнаваемый почерк автора. 
Русско-византийский стиль встречался и в отдельных поздних столичных постройках по индивидуальным проектам (Исидоровская церковь в Санкт-Петербурге, 1905—1908, арх. Александр Полещук; доходный дом Николо-Греческого монастыря в Москве, 1901, арх. Георгий Кайзер). Однако ближе к концу XIX века крупные соборные церкви, особенно в преуспевающих, быстро растущих городах, всё чаще сооружались по индивидуальным проектам, в иных стилях.

### Судьба построек в советский период
Коммунистический режим в XX веке более или менее терпимо относился к историческим памятникам древнерусской архитектуры, в том числе церковного зодчества (в Новгороде, Пскове и других старинных городах), однако к стилизации русско-византийского стиля XIX века отношение было нетерпимым. Выражение в постройках стиля имперской концепции официальной народности, служившее государственной идеологии, считалось неприемлемым. Вслед за сносом главного церковного сооружения русско-византийского стиля — храма Христа Спасителя в Москве — были уничтожены сотни храмов в других городах страны. Показателен пример Санкт-Петербурга, где были взорваны почти все церкви, построенные по проектам Константина Тона (за исключением перестроенного Преображенского храма на Аптекарском острове).

### Влияние на современную архитектуру
Начиная с середины 1980-х годов в России наступил бум строительства православных храмов, сопровождающийся возрождением интереса к культовой архитектуре. Прерванная в советское время традиция храмостроительства привела к утрате опыта и знаний в части храмового зодчества, следствием чего стало копирование архитектуры храмов прошлого и поиск новых направлений строительства. Одна из стилистических тенденций современного храмостроения оформилась в «русско-византийский стиль второй волны» (или «второй русско-византийский стиль»), в котором в качестве прототипа были выбраны постройки Константина Тона. Для группы таких современных храмов характерны монументальный кубический объём, завершение пятиглавием, закомарные завершения фасадов, циркулярные и килевидные арки, пилястры.
Своеобразие второй волны русско-византийского стиля выразилось в его эклектичном смешении с приёмами неовизантийского стиля. Характерной чертой такого подхода стало совмещение типичной русско-византийской объёмно-пространственной композиции с характерной для неовизантийской архитектуры шлемовидной формой купола с плавным переходом в аркаду барабанов. Яркими примерами стали: храм в честь Святого Великомученика Георгия Победоносца в Самаре, храм Рождества Христова в Санкт-Петербурге, храм Во имя Всех Святых в земле Российской Просиявших в Екатеринбурге, храм Святого Амвросия Оптинского в Кировграде и Знаменский собор в Кемерове.
К числу особенностей современной интерпретации стиля относят подчёркнутый вертикализм построек, менее детальную проработку фасадов (отказ от характерного для русско-византийского стиля аркатурного пояса), меньшую центричность (в большинстве случаев в основе плана — равноконечный греческий креп). Наиболее близкой к главному прототипу русско-византийского стиля — храму Христа Спасителя в Москве — стала церковь Троицы Живоначальной в Орехове-Борисове в Москве (2001—2004).

## Изобразительное и декоративно-прикладное искусство
Во второй четверти XIX века происходил расцвет исторической тематики в русском искусстве, основанный на идеях романтизма. Основы русско-византийского стиля в изобразительном искусстве были заложены в творчестве художников Григория Гагарина и Фёдора Солнцева.
Наибольший вклад в развитие стиля внёс Фёдор Солнцев. Собрание рисунков русской старины художника, которых к концу 1840-х годов было более трёх тысяч, заинтересовало Николая I и он пожаловал на их издание 100 тысяч рублей серебром. В 1876 году главный редактор журнала «Русская старина» Михаил Семевский писал: «Рисунки Солнцева, в научном и художественном отношении — живописная летопись Древней Руси, источник возрождения отечественного стиля <…> Солнцев произведениями своими пробудил в русских художниках чувство народного самосознания и уважения к образам, завещанным нам предками».
В 1830-е годы художник работал в Оружейной палате Московского Кремля, где изучал русские средневековые рукописные книги. На их основе он создавал для императорской фамилии молитвенники, молитвословы и другие книги («Праздники в Доме Православного Царя Русского»). Солнцев выступил автором восьми рисунков ларцов-ковчегов, в которых хранились государственные грамоты и царские письма. Ларцы были изготовлены из бронзы в 1857—1858 годах на петербургской фабрике Феликса Шопена.
Григорий Гагарин, разносторонне одарённый художник, проявил себя в живописи, графике, и строительстве храмов русско-византийского стиля, которые часто сам расписывал. Увлечённый идеями славянофильства, Гагарин в 1840-х годах выполнил иллюстрированный цикл к повести Владимира Соллогуба «Тарантас» (1845), ставший значительным событием в русской книжной графике. По возвращении с Кавказа Гагарин был причислен к Академии художеств, где впервые ввёл в программу курс православного иконописания, основанный на изучении византийского и древнерусского искусства. Одновременно со службой занимался самыми разнообразными занятиями. В 1850—1860-х годах художник проявил себя в театрально-декорационной живописи и в постановке «живых картин». По его эскизам были написаны декорации к постановке «Смерть Иоанна Грозного» Алексея Толстого в Александринском театре (1857).

### Фарфор и стекло
Романтическое обращение к национальной старине и поиски самобытности, вызвавшие интерес к русским и византийским древностям, отразились на производстве русского фарфора и стекольном деле. Под влиянием византийского и древнерусского искусств XII—XV века сложилось аристократическое направление в изделиях, в котором преобладали такие мотивы орнамента, как «кресты в розетках», «плетёнки», «стрелка», «розетка в круге», которые выполнялись яркой росписью эмалями и золотом. Формы изделий нередко напоминали изделия из металла. Капли цветных эмалей имитировали драгоценные камни. В фарфоре русско-византийский стиль появился с 1830-х годов. Императорский стекольный завод начал производить изделия в данном стиле позднее — с 1860-х годов.
Материалы исследований, в частности древнерусские орнаменты, Фёдор Солнцев использовал при разработке декора сервизов Императорского фарфорового завода. По инициативе императора был создан Кремлёвский сервиз (1837—1838), мотивы росписи которого были связаны с оформлением интерьеров Большого Кремлёвского дворца. В декоре сервиза художник соединил мотивы восточных и древнерусских орнаментов (прообразами выступили чаша умывального прибора царицы Натальи Кирилловны работы стамбульских мастеров XVII века и золотая тарелка Алексея Михайловича, созданная мастерами Оружейной палаты в 1667 году). В эскизах для росписи сервиза великого князя Константина Николаевича (1848) Солнцев обратился к традиции древнерусских эмалей.
Развитие стиля связано с работами придворного архитектора Ипполита Монигетти. В 1862 году художник выполнил проект роскошного «Византийского» сервиза для Всемирной выставки в Лондоне, который, предположительно, был приобретён в английские музеи (сохранилась ваза для десерта 1861 года по проекту Монигетти, аналогичная по форме и декору). В 1870—1873 годах он выполнил проект банкетного сервиза для яхты Александра II «Держава». Архитектор внёс в формы и декор предметов сервиза черты русско-византийского стиля — бусины в ножки сосудов (отсылка к главкам русских церквей); орнаменты, связанные с искусством Византии и Древней Руси; традиционную технику росписи эмалевыми красками, с излюбленными древнерусскими сочетаниями красного, жёлтого, зелёного и золотого. Почти все художественные изделия с яхты имели традиционное изображение державы в виде золотой сферы с крестом, а также двуглавого орла, монограммы «А II» под короной, якоря, корабельных цепей и канатов. Сервиз состоял из 816 предметов из фарфора, 1428 предметов из стекла и 802 предметов столового серебра.
В русско-византийском стиле был выполнен прибор для вина по проекту Виктора Сычугова (Императорский стекольный завод, 1870).

### Интерьер
Интерьер русско-византийского стиля существовал в узкой сфере государственного заказа. В 1835—1837 годах Фёдор Солнцев занимался реконструкцией интерьеров Теремного дворца, которые воссоздавались таким образом, чтобы создать иллюзию сохранившегося ансамбля XVII века. Основным методом реконструкции художника стала достоверность, подлинность воспроизводимого. Сам он вспоминал о проводимых работах:
Восстановление теремов начал я с дверных наличников, которые были лепные и закрашены белой клеевой краской. Чего нельзя было разобрать, то дополнял по общему характеру сохранившихся украшений. То же самое сделал и с обстановкой теремов. На чердаках и в подвалах загородных дворцов (Измайловском, Коломенском и др.) были найдены мною некоторые древние вещи, например, стул, кресло; по ним уже не трудно было сделать столько экземпляров, сколько требовалось для всех девяти комнат…Фёдор Солнцев.
Русско-византийский стиль использовался при оформлении интерьеров Большого Кремлёвского дворца и Оружейной палаты (1838—1851). Над разработкой проекта дворца работала группа архитекторов и художников: Константин Тон разработал фасады и общий замысел, Фёдор Рихтер — детальные проекты интерьеров, Николай Чичагов — внутреннее убранство, Фёдор Солнцев — рисунки паркетных полов и парадных дверей. В проекте была кардинально переосмыслена традиционная функция императорского дворца, резиденция монарха стала представлять собой государственную идею как неотъемлемую часть национальной и народной истории. Большой Кремлёвский дворец стал своеобразным музеем, символом «неразрывной связи жизни государя и олицетворяемого им государства с историей и жизнью народа». Всё это оказало влияние и на интерьеры постройки: «…желание превратить дворцовые парадные залы в неотъемлемую часть создаваемого <…> музея, придав императорскому дворцу статус памятника национальной истории, принадлежит к особенностям архитектуры романтизма тех европейских стран, где государство и монарх ещё сохраняли влияние на ход художественного, в том числе архитектурного, процесса, а именно в Германии и России», — отмечала Евгения Кириченко.
В русско-византийском стиле был выполнен проект декоративного оформления яхты «Держава» (архитектор Ипполит Монигетти). Убранства императорской яхты, где были применены панели стен ценных пород дерева, мебель красного дерева и бронзовые люстры, описывались современниками, как «чудо роскоши и комфорта». «Применённый надлежащим образом к убранству „Державы“, наш богатый национальный стиль может придать этой яхте характер оригинальности и высокой степени изящества, что именно и желательно для судна такого назначения», — писал Монигетти.

### Мебель
В мебельном производстве элитарный русско-византийский стиль также использовался для аристократических кругов. Характерные примеры стиля: кресло-качалка и вращалка, изготовленное для кабинета Александра II в Аничковом дворце по проекту Ипполита Монигетти (мастерская А. Ф. Стремборга) и полушкаф с яхты «Держава» того же авторства. Спинка кресла была украшена геральдически расположенными петухами и императорской короной. Специальный механизм позволял сиденью вращаться и покачиваться вперёд-назад.

### Монументальная церковная живопись
К русско-византийскому стилю относят церковные росписи Григория Гагарина. Художник оставил значительный след в художественной жизни Тифлиса, где бывал в 1841—1843 и 1845—1855 годах. Важное значение для местной культурной жизни имели восстановление древних фресок Мцхетского собора и роспись Сионского собора. Гагарин прежде всего укрепил старую живопись, после чего дополнил интерьер новой росписью в русско-византийском стиле, приверженцем которого был на тот момент. Идея создания «народной» живописи возникла у художника после посещения Европы в 1845—1848 годах, где он наблюдал настенные росписи французских живописцев романо-византийского направления, положивших в основу творчества идею христианизации античного мира. Вдохновлённый идеей возможности соединения «греческой христианской мысли» и «греческой языческой формы», Гагарин разработал два проекта росписи, отказавшись от первоначального варианта, так как тот, вероятно, не соответствовал «чистым византийским началам», и во втором варианте применил классическую систему декора византийского храма, в которой «куполы и высшие части зданий украшались мозаиками на золотом поле, средние живописью, нижние мраморными плитами и узорами». Данную систему художник имитировал средствами живописи. Метод интерпретации византийских образцов он сам называл «свободным подражанием». Владимир Соллогуб считал роспись Гагарина в соборе «великим» произведением и «образцовой» живописью не только для Кавказа, но и для всей России.
В 1857 году художник расписал в русско-византийском стиле церковь Святого Николая Чудотворца в Мариинском дворце. Дворец был построен в 1844 году, но первоначальное оформление интерьера не соответствовало вкусам заказчика — великой княгини Марии Николаевны. Григорию Гагарину было предложено заново расписать храм, что дало ему возможность самостоятельно создать новую систему росписи в русско-византийском стиле: алтарная часть была преобразована согласно византийской и древнерусской традиции; вместо плоской стены в восточную часть были вписаны три апсиды. Роспись отличалась богатой орнаментикой (золотые звёзды на синем фоне) и яркими «восковыми» красками, напоминавшими раннехристианскую живопись (росписи в церкви Сан-Витале в Равенне и храмах Мантуи и Ассизи). Сохранившиеся эскизы-проекты позволили реставраторам воссоздать в современный период утраченные после 1917 года росписи.
Во второй половине XIX века «русско-византийским» называли особое направление «пешехоновского стиля» монументальной росписи храмов и иконостасов, сложившееся под влиянием традиции «фряжского письма» — икон, ориентированных на господствующий в то или иное время стиль светского искусства. Главным проводником направления была палехская мастерская Николая Софонова. Для «русско-византийского» стиля было характерно соединение академизма (объёмность фигур, классицизирующие черты ликов, глубинность пространства) и внешних признаков традиционных икон и фресок. Большую роль в выработке стиля сыграли заказы на «возобновление» древних росписей (возобновление росписей 1684 года в Успенском соборе Троице-Сергиевой лавры, 1860-е годы). В 1880-е годы русско-византийское направление получило большое распространение: мастера Софонова «поновляли» росписи в Успенском соборе Ярославля, Успенском соборе Владимира, Благовещенском соборе Московского Кремля, в Никитском монастыре в Переславле-Залесском. В 1882 году Василий Белоусов с сыновьями, бывшие софоновские мастера, возобновили роспись Грановитой палаты, ставшей эталоном русско-византийского стиля в монументальных росписях и в храмовых иконостасах. Вследствие большого спроса на стиль, из мастерской Софонова вышли и организовали собственные мастерские Дмитрий Салаутин, Лев Парилов, Михаил Парилов и другие палешане. «[В стиле] было достаточно и старины и нового её приспособления, чтобы удовлетворить на время вкусы не только обычных заказчиков, но и археологов, знатоков, любителей старины», — писал искусствовед Анатолий Бакушинский.

### Художественная металлообработка
Русско-византийский стиль стал вторым официальным стилем после русского классицизма в художественной металлообработке. В Москве изделия в русско-византийском стиле изготовляла фабрика Вильгельма Крумбюгеля и Шенфельда, наиболее крупное, с механизированным производством, предприятие на тот момент. На фабрике в середине XIX века начали производить художественные предметы дворцового и выставочного характера (бронзовые торшеры для Большого Кремлёвского дворца в русско-византийском стиле).
Русско-византийский стиль в кованых изделиях применялся и в провинции. На Урале его эстетические идеи и композиционные принципы распространяли уральские горные заводы. Произведения стиля имели плотный, сложный «сухой» орнамент, состоявший из геометрических элементов и стилизованных растительных мотивов (балкон дома начальника Ижевского завода, 1857, арх. Иван Коковихин; балкон лабаза купца Мюлюскина в Сарапуле, 1837, арх. Э. В. Гарман).
Русско-византийский орнамент применялся в художественном металле в Татарстане, в частности в купеческих городах Чистополе и Елабуге. Характерным примером было здание городской управы в Чистополе (1870, арх. Николай Смирнов), во фронтон которого был врезан навес с ажурным чугунным краем, орнамент которого был выполнен в русско-византийском стиле. В основе орнамента лежала сетка из диагональных, вертикальных и горизонтальных элементов, на которую был наложен мотив кривых, образующих окружности. Подобная схема была распространена и в рисунке кованых навесов в Елабуге.
На пересечении декоративного искусства и малых архитектурных форм во второй половине XIX века развивалось производство чугунных мемориальных часовен. Оформление надгробий в виде часовен было подчинено общей стилистике в архитектуре, но наиболее распространённым стал официальный русско-византийский стиль. Мемориальная часовня из чугуна в русско-византийском стиле, отлитая на заводе «Добров и Набгольц», была установлена над могилой Сукочева на Алексеевском кладбище в Москве. Проект часовни, украшенной витыми полуколонками и ажурными решётками, был опубликован в «Художественном сборнике работ русских архитекторов и инженеров» Александра Каминского. По проекту самого Каминского была отлита мемориальная часовня купцу Сорокоумовскому в Алексеевском монастыре в Москве, также выполненная в русско-византийском стиле, с характерным декоративным элементом — процветшим крестом на дверях.

## Историография
Истоки исследования русско-византийского стиля напрямую связаны со становлением в 1840-х годах литературной, художественной и архитектурной критики в России. Уже в тот период ряд авторов пытались осмыслить значение творчества Константина Тона. Первой такой попыткой стало предисловие архитектора Ивана Свиязева к изданию «Практических чертежей по устройству церкви Введения во храм Пресвятыя Богородицы в Семёновском полку в С.-Петербурге, составленные… К. Тоном» (1845). Свиязев показал вклад Тона в возрождение ведущей роли православного храмостроительства в русской архитектуре, его возвращение на «истинно христианский путь» на основе традиций Древней Руси и сравнил значение работ архитектора с созданием Александром Пушкиным русского литературного языка. Положительно оценивали работы Тона также Андрей Жуковский («О художественных архитектурных произведениях», 1856), художник Александр Иванов, архитектор Николай Дмитриев. Известный критик Нестор Кукольник в 1840 году называл Константина Тона «нашим единственным народным архитектором».
К 1860-м годам и позднее, творчество Константина Тона стало подвергаться всё большей критике. Мыслители-демократы, разделявшие скептическое отношение к церковному зодчеству как таковому, были особенно негативно настроены к постройкам русско-византийского стиля. Публицист Александр Герцен в целом воспринимал русский стиль через призму политических и личных пристрастий и писал, что «все новые церкви дышали натяжкой, лицемерием, анахронизмом, как пятиглавые судки с луковками вместо пробок, на индо-византийский манер, которые строит Николай с Тоном». Многочисленные работы критика Владимира Стасова, отличавшиеся скорее эмоциональной, чем научно-аналитической оценкой, сильно повлияли на последующее, особенно советское, искусствоведение. К его трудам восходят многие стереотипы: политизированность и идеологизированность восприятия архитектуры, искусственное противопоставление русско-византийской архитектуры и архитектуры мастеров, условно отнесённых к демократическому лагерю (например, Алексея Горностаева). Постройки Тона Стасов называл «казёнными» и «официозными». Схожие взгляды высказывали представители так называемого «стасовского кружка», а также Тарас Шевченко и Иван Забелин.
На рубеже XIX—XX веков появилось новое поколение искусствоведов, сменившее «историков-рационалистов», большинство из которых входили в круг объединения «Мир искусства». Будучи приверженцами ретроспективизма, они подвергли жёсткой критике русский стиль XIX века как таковой, и русско-византийский стиль в частности. Начиная со школы искусствоведа Игоря Грабаря русский стиль стали с негативной коннотацией именовать «псевдорусским» и «реакционным», отрицать его художественную ценность. Александр Бенуа писал: «К. Тон, ампирист по воспитанию и убеждениям, принужден был играть роль какого-то воскресителя отечественной архитектуры и, следовательно, всю жизнь как бы играл комедию, отразившуюся роковым образом на всём церковном строительстве, от него проистекавшем». Со схожими мнениями об антихудожественности и «нерусскости» русско-византийского стиля выступали Сергей Маковский, Владимир Курбатов, Александр Ростиславов. Противоположные мнения были в тот период достаточно редки. Позитивные оценки относительно русско-византийского стиля высказывали архитекторы Леонтий Бенуа и Николай Султанов.
В советский период первой попыткой выявить последовательность эволюции русского стиля стала работа «Старые русские архитекторы» (1923) историка архитектуры Владимира Згуры, в которой присутствовали и идеологические оценки. Храм Христа Спасителя был назван исследователем «уродливым воплощением величественной идеи», а «„византийское-русское“ искусство Тона… сбившим с пути русскую архитектуру всей второй половины XIX века». Тем не менее, автор оговаривался, что «нельзя весь этот период выбрасывать из истории русского искусства, считая всё созданное за это время хламом, как то часто огульно делается».
Первыми специальными работами, посвящёнными русской архитектуре середины XIX — начала XX века, в которых отдельно рассматривалось национальное направление зодчества, стали статья «Русское зодчество второй половины XIX — начала XX веков и социальная природа советской архитектуры» (1950), а затем диссертация «Архитектура России с середины XIX в. по 1917 г.» (1955) Николая Хомутецкого. В 1956 году вышел второй том капитального издания «Истории русской архитектуры», в котором стиль Константина Тона интерпретировался как символ «реакционности господствующих слоёв России». В издании 1984 года уже признавалось, что «механическое соединение» деталей в тоновской архитектуре сочеталось с «очень высоким техническим уровнем строительства». В монографии Елены Борисовой и Татьяны Каждан «Русская архитектура конца XIX — начала XX века» (1971) ещё сохранялись прежние идеологические оценки. Русско-византийский стиль был назван «казённым», не имеющим ничего общего с древнерусской архитектурой и выражавшим «шовинистическую политику царизма».
Пересмотр оценок русско-византийского стиля в искусствознании начался с 1970-х годов. Большую роль в этом процессе сыграли многочисленные работы искусствоведов Евгении Кириченко и Владимира Лисовского. В докторской диссертации Лисовский рассматривал связь русско-византийского стиля с самодержавной властью. В диссертации Елены Борисовой «Русская архитектура второй половины XIX века» (1986) был выдвинут тезис, что «почва для византийского стиля была подготовлена всей суммой идей, которые пронизывали историческую действительность России того времени, причём за словом „византийский“ вставала целая цепь ассоциаций, включавших идеи государственности и официального православия». Изучению развития русско-византийского стиля посвятила свои работы историк архитектуры Татьяна Славина, автор первых и единственных монографий о творчестве Константина Тона.
В постсоветский период тему разрабатывали Елена Борисова, Борис Кириков, Евгения Кириченко, Владимир Лисовский, Юрий Савельев, Татьяна Славина, Алексей Щенков. В их работах 1990—2000-х годов был преодолён пристрастный подход к оценке русского стиля в целом, а также произошёл отказ от ангажированного восприятия творчества Константина Тона и его последователей.